# أونايصورات
الأونايصورات (الاسم العلمي:†Unaysauridae) هي فصيلة منقرضة من الزواحف تتبع رتبة شبيهات عظائيات الأرجل.

## التصنيف
- الأونايصور